# 리시찬스크 전투

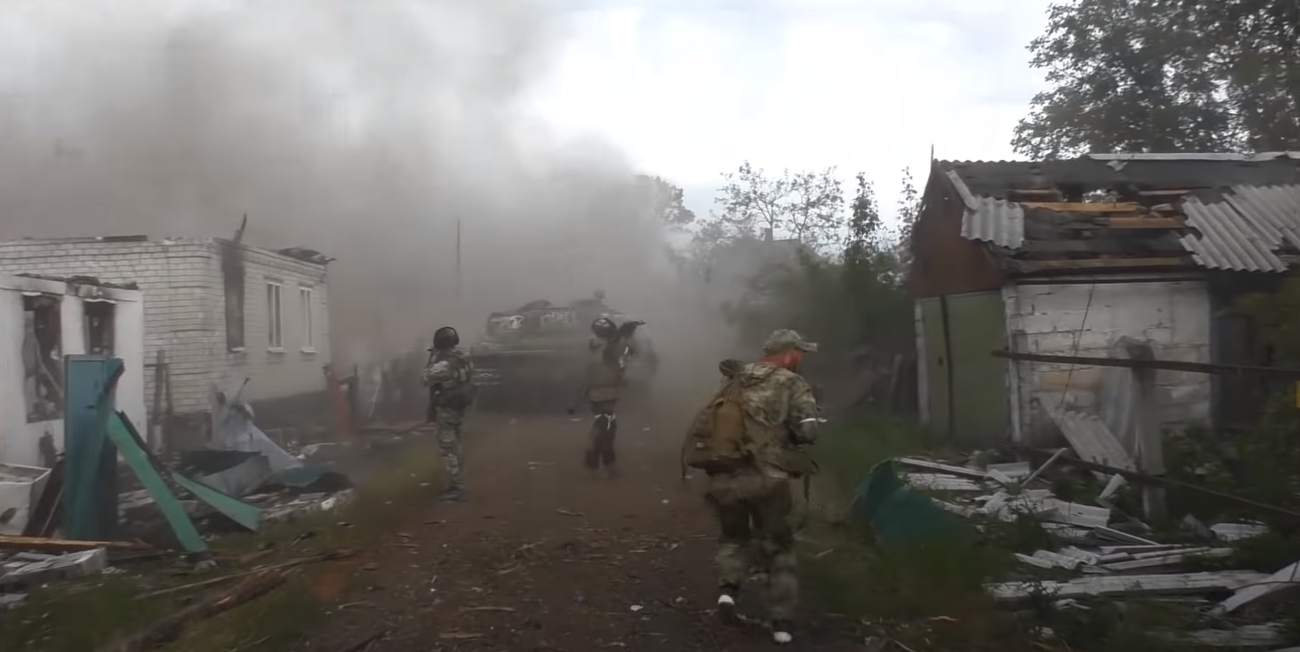

리시찬스크 전투(Battle of Lysychansk)는 러시아가 우크라이나를 침공하는 동안 우크라이나 동부 전역에서 벌어진 돈바스 전투에서 러시아와 우크라이나가 우크라이나 루한스크주 리시찬스크에서 벌인 군사 교전이다. 2022년 5월까지 리시찬스크와 쌍둥이 도시인 세베로도네츠크는 러시아의 통제를 받지 않는 루한스크 주의 가장 큰 두 도시가 되었다. 러시아군은 지난 5월 세베로도네츠크에 공격을 가해 6월 말 우크라이나군이 도시에서 철수할 때까지 치열한 전투가 벌어졌다. 러시아군이 도네츠강을 건너 리시찬스크를 공격하기 시작하면서 전투는 계속되었다.
러시아와 루간스크 인민공화국(LPR)은 7월 2~3일에 자신들의 군대가 리시찬스크를 점령했다고 발표했지만, 우크라이나는 처음에는 도시 점령을 부인했다. 우크라이나군 참모부는 7월 3일 자신들의 군대가 "우크라이나 수비군의 생명을 구하기 위해" 도시에서 철수했다는 사실을 인정했다.
리시찬스크는 루한스크주에서 점령된 우크라이나의 마지막 요새였으며 당시 러시아는 이 지역을 완전히 통제하고 있다고 주장했다.